# We Write the Story
Singles de Avicii
X You
(2013) Wake Me Up!
(2013)
Singles par ABBA
Thank for the Music
(1982)
We Write the Story, ce qui correspond en français à Nous écrivons l'histoire est une chanson composée par deux anciens membres d'ABBA, Björn Ulvaeus et Benny Andersson, et par le DJ suédois Avicii. À cause d'une absence d'indications, le logiciel ITunes a désigné les auteurs comme Avicii, B&B & Choir. Choir signifiant Chœur en anglais.
Elle a été placée à la 73e place aux Pays-Bas.
La chanson est le thème officiel de l'Eurovision 2013. Elle sera interprétée pour la première fois lors de l'ouverture de la finale le 18 mai 2013.

## Genèse
Le concours a retenu l'idée de faire collaborer Avicii avec les deux anciens membres d'ABBA et cette idée n'a pas déplue aux artistes. Sur la radio anglaise BBC, le producteur exécutif a déclaré le 15 avril 2013:

« Nous sommes extrêmement heureux d'annoncer que Benny, Björn et Avicii ont accepté de composer une pièce unique de la musique pour le Concours Eurovision de la chanson 2013 ».

Cette chanson est utilisée comme musique officielle pour l'ouverture de la finale.

## Liste des titres
| 1. | We Write the Story                  | 6:33 |
| 2. | We Write the Story (Edited Version) | 4:04 |

## Crédits et personnel
- Benny Andersson : composition, production, chants
- Björn Ulvaeus : composition, production, chants
- Avicii : composition, production
- Choir (chœur) : chants
- Ash Pournouri : composition, production

## Classements
| Charte (2013)                 | Meilleure position |
| ----------------------------- | ------------------ |
| Pays-Bas (Nederlandse Top 40) | 73                 |